# San Gottardo (Genova)
San Gottardo è un rione del comune di Genova, nella val Bisagno, situato lungo la Strada statale 45 che unisce il capoluogo ligure con Piacenza. Già frazione dell'antico comune di Staglieno, poi accorpato alla circoscrizione di Molassana, nella ripartizione amministrativa del comune di Genova in vigore dal 2007 è compreso nell'unità urbanistica Montesignano del Municipio IV Media Valbisagno.

## Geografia fisica
San Gottardo è situata sulla riva destra del torrente Bisagno, in corrispondenza con la confluenza dei torrenti Trensasco e Cicala, tra il nucleo centrale del quartiere di Molassana e quello di San Sebastiano (San Bastiàn nel dialetto genovese). L'abitato si presenta come un moderno quartiere posto lungo la Strada statale 45, nei pressi del luogo da cui ha inizio la strada che, risalendo la valle del rio Trensasco, sale verso l'omonimo paese.
Il rione è composto da tre nuclei principali:
- San Gottardo vecchia, il nucleo più antico, situato dove la SS45 incontra la strada di Trensasco. Qui ubica la chiesa parrocchiale intitolata a san Gottardo;
- Un nucleo, a sud, di edifici costruiti nel corso del Novecento, per la maggior parte sorti durante il boom economico del secondo dopoguerra;
- Un nucleo collinare, composto di poche case sparse sulle pendici dei monti Pinasco e Croce Pinasco.

Nell'attuale ripartizione amministrativa del comune di Genova è inserito nell'unità urbanistica di Montesignano del Municipio IV Media Valbisagno, comprendente le ex circoscrizioni di Staglieno, Molassana e Struppa; l'intera unità urbanistica di Montesignano ha complessivamente una superficie di 4,13 km², di cui circa la metà (1,86  km²) urbanizzata.
I due quartieri (San Gottardo e Montesignano) sono divisi dal torrente Bisagno. San Gottardo confina a nord-ovest con Molassana, a sud-est con Staglieno, a nord con il comune di Sant'Olcese, a cui appartiene l'alta valle del rio Trensasco con la frazione omonima.

## Origini del nome
Il quartiere prende il nome dalla chiesa parrocchiale dedicata fin dal XVI secolo al santo bavarese Gottardo di Hildesheim.

## Storia

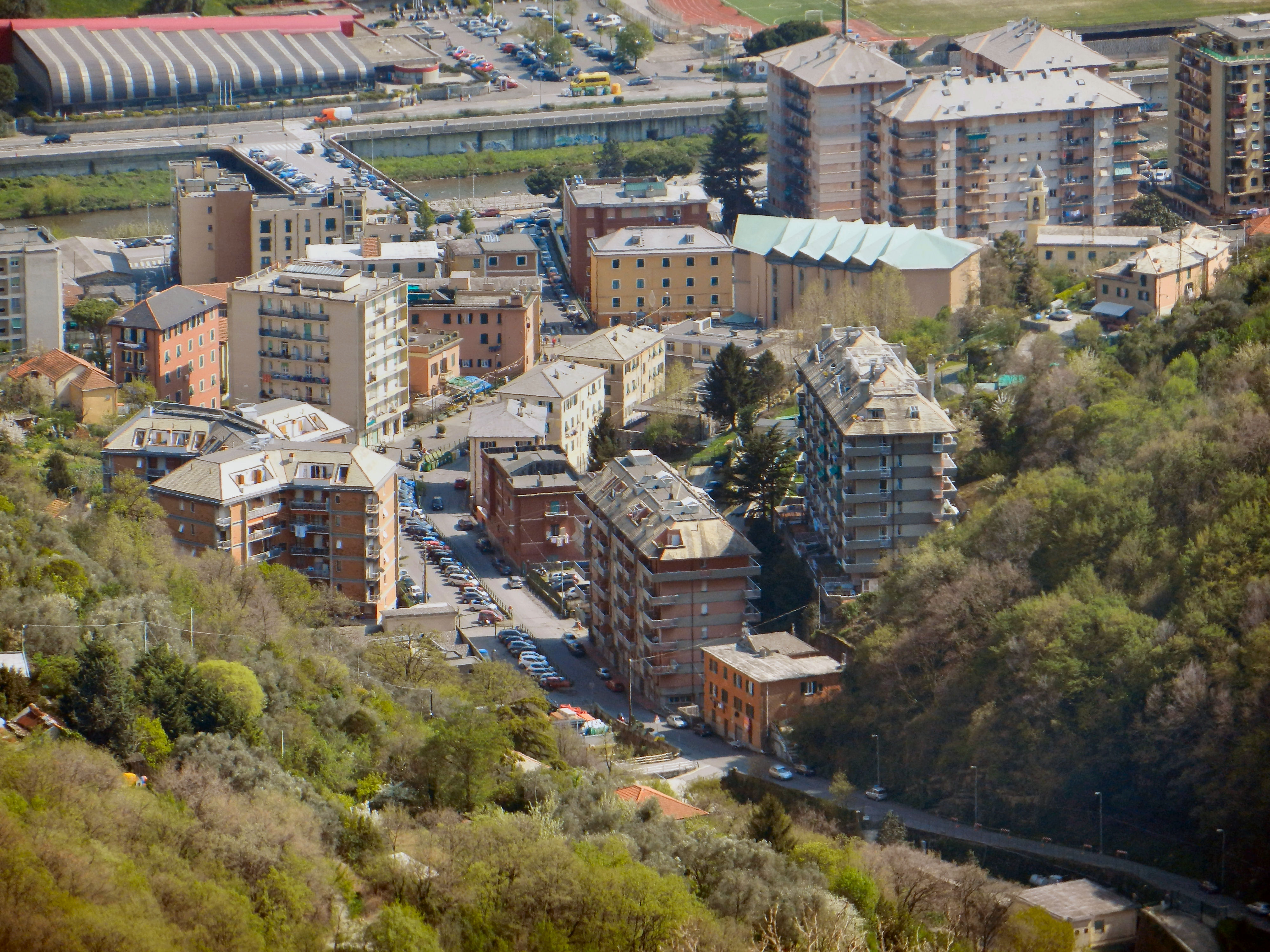
Il centro di San Gottardo visto dal monte Trensasco

Nonostante l'aspetto moderno (la maggior parte degli edifici è stata costruita nel Novecento) San Gottardo ha origini antiche.
Nel Medioevo era chiamato San Martino de' Corsi e fu un centro importante, perché si trovava all'incrocio delle vie provenienti da levante (attraverso la valle Sturla, Bavari e Montesignano) con quella diretta al valico di Trensasco, dove transitava la cosiddetta via del sale, che portava da Genova verso l'Oltregiogo.
Se ne ha notizia a partire dal 1138, quando vi sorgeva una chiesa dedicata a san Martino, legata alla pieve di San Siro di Struppa, con annesso ospitale per pellegrini lungo la via di Trensasco.
Il nucleo originario del paese era posto sulle pendici del monte Croce Pinasco dove sorgeva un palazzo di una famiglia nobile genovese. La posizione del palazzo e delle poche case che vi sorgevano intorno era molto più in alto rispetto alla sede attuale della chiesa. Di questo palazzo e dell'antico insediamento rimangono i resti di alcuni muri sul fianco del monte Croce Pinasco.
Nel XV secolo, dopo aver visto diminuire la popolazione a causa di epidemie di peste, la chiesa perse la parrocchialità e divenne una dipendenza di San Bartolomeo di Staglieno. A causa di questi eventi e per la contemporanea apertura di nuove vie tra Genova e la Pianura Padana, San Martino de' Corsi perse d'importanza. In quello stesso periodo l'antico toponimo fu sostituito dal nome del santo al quale era stata nel frattempo dedicata la chiesa. Nella prima metà del XVI secolo, secondo il Giustiniani, nel borgo abitavano sessanta famiglie (...e appresso viene la rettoria di S. Cottardo, e la villa con sessanta fuochi.)
In seguito, con il crescere dei traffici che transitavano per la nuova strada verso Piacenza il paese tornò a popolarsi, non più sulla collina ma nel fondovalle.
Alla fine del Settecento, con la repubblica democratica fu sancita la sua dipendenza dal comune di Staglieno e insieme a questo nel 1874 entrò a far parte del comune di Genova.
Nel 1926 fu accorpato a Genova anche il vicino comune di Molassana, che divenne una delle circoscrizioni comunali, acquisendo la zona di San Gottardo, staccata da Staglieno, oltre a Montesignano e Sant'Eusebio, già frazioni del soppresso comune di Bavari, che si trovano sulla sponda opposta del Bisagno.
Con l'espansione urbanistica del secondo dopoguerra, quando furono realizzati numerosi moderni caseggiati, il quartiere perse definitivamente a sua originaria fisionomia di borgo agricolo e divenne un centro di servizi e commerci per tutta la zona della val Bisagno.

## Monumenti e luoghi d'interesse

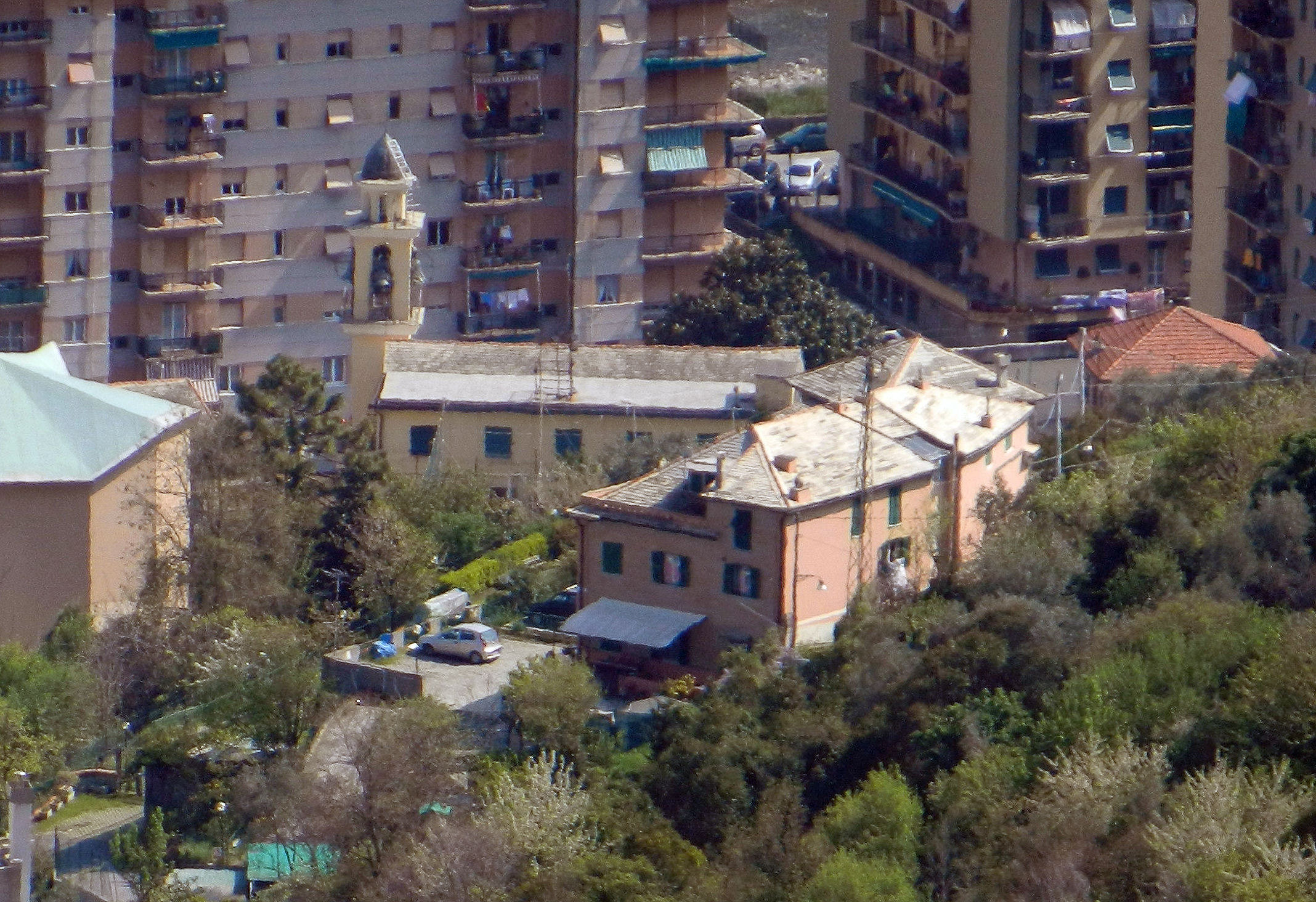
La vecchia chiesa di San Gottardo

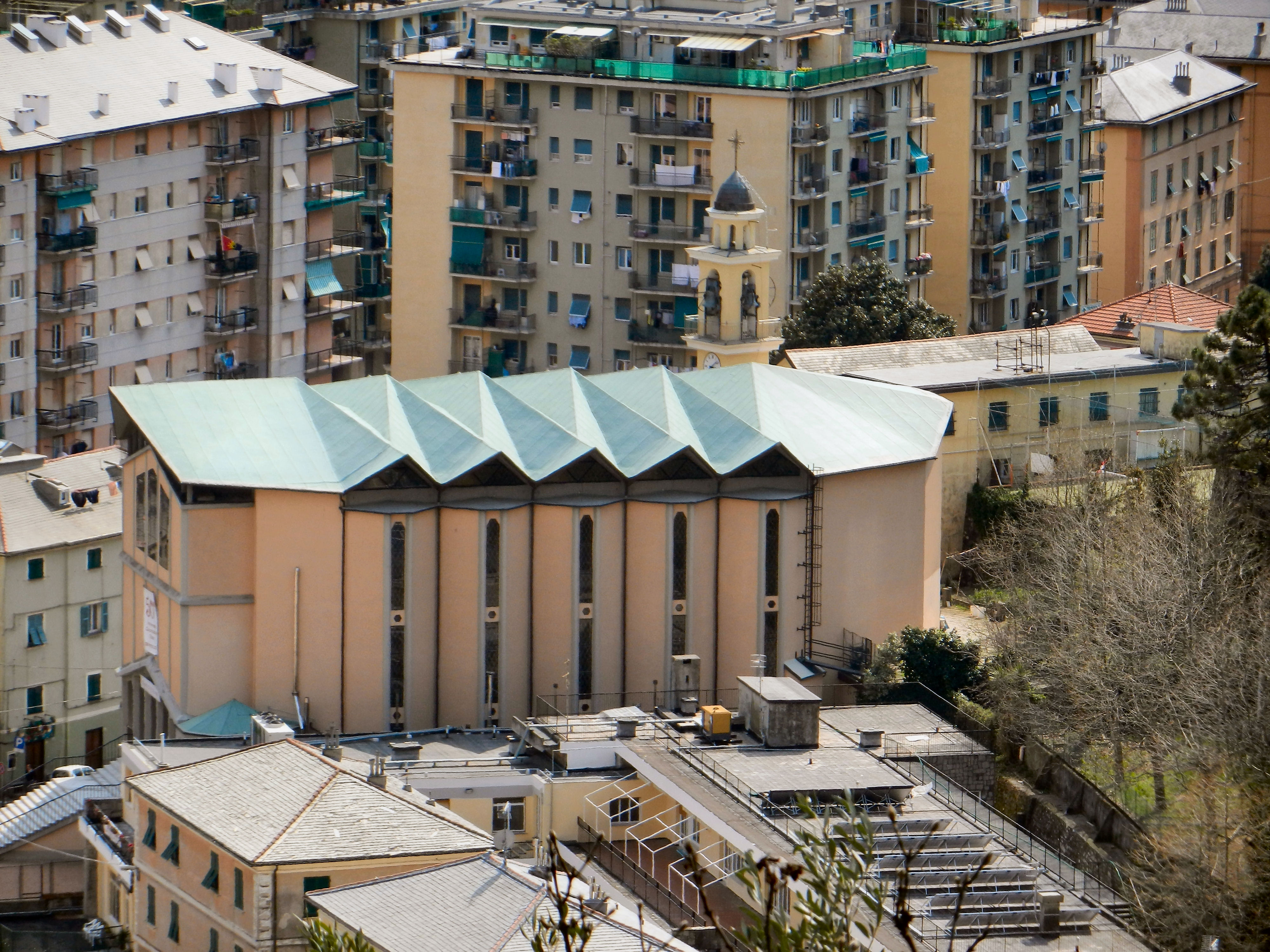
L'attuale parrocchiale di San Gottardo

### Architetture religiose
- Chiesa vecchia di San Gottardo. Nell'antico borgo di San Martino de' Corsi esisteva una chiesa intitolata a san Martino, citata per la prima volta nel registro arcivescovile del 1143. Secondo gli storici dell'Ottocento Angelo e Marcello Remondini la scomparsa chiesa di San Martino, con annesso ospitale, sorgeva più in alto dell'attuale quartiere di San Gottardo, sulla via per il valico di Trensasco, nella località Creuxu (da cui il toponimo "Corsi")[2], mentre più a valle esisteva una modesta cappella intitolata a san Gottardo, la cui presenza è attestata dal 1580. Secondo Giovanni Carraro, sacerdote e storico, esisteva invece una sola chiesa, corrispondente all'attuale cappella, che intorno al Cinquecento avrebbe cambiato l'intitolazione da san Martino a san Gottardo.[4] Questa intitolazione, unica nel Genovesato, era dovuta alla presenza di una reliquia del santo bavarese posta nella chiesa nel XVI secolo, probabile testimonianza del transito di pellegrini provenienti dal nord Europa.[2] La chiesa di San Martino de' Corsi perse la parrocchialità nel 1415 e fu unita a San Bartolomeo di Staglieno. La cappella dedicata a san Gottardo, anch'essa dipendente da San Bartolomeo di Staglieno, il 15 luglio 1891 fu eretta in parrocchia con decreto dell'arcivescovo di Genova Salvatore Magnasco. La pavimentazione a "risseu" (composizione di ciottoli bianchi e neri) del sagrato della vecchia chiesa, che risaliva al XIX secolo, è stato restaurato nel 2019.[5]
- Chiesa parrocchiale nuova di San Gottardo. L'attuale chiesa, la cui comunità parrocchiale fa parte del vicariato Marassi-Staglieno dell'arcidiocesi di Genova, è stata costruita tra il 1961 e il 1963[6] accanto alla precedente. Negli anni sessanta del Novecento, con l'espansione urbanistica e il conseguente aumento della popolazione del quartiere, fu decisa la costruzione di una nuova chiesa. La prima pietra di questa nuova chiesa, che sorge accanto alla precedente, fu posata il 26 marzo 1961 alla presenza del cardinale genovese Giuseppe Siri. Due anni più tardi, il 18 marzo 1963, lo stesso cardinale inaugurò la nuova chiesa. L'edificio, di struttura moderna, ha la facciata decorata con un'artistica vetrata. Attraverso un moderno pronao si accede all'interno, formato da un'unica navata con alcuni altari laterali, uno dei quali ospita una statua in marmo raffigurante San Gottardo, che si trovava in precedenza nella cattedrale di San Lorenzo. Nella controfacciata è collocato l'organo.[7]

### Architetture civili

#### Acquedotto storico

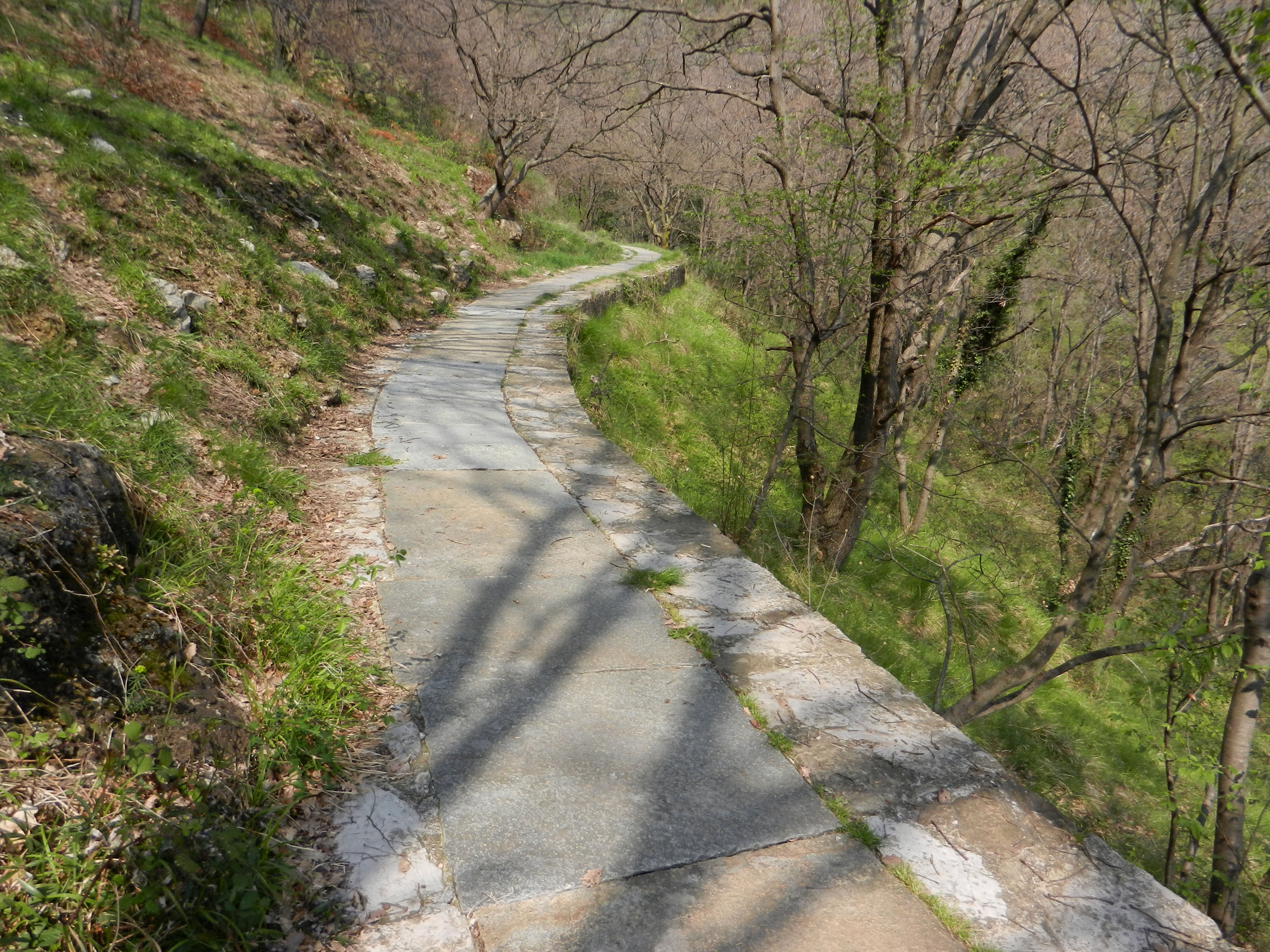
Uno scorcio dell'acquedotto nella valle del rio Trensasco

Il quartiere è attraversato dall'antico acquedotto civico che riforniva Genova, prelevando l'acqua del Bisagno poco a monte di Prato, nella località detta appunto "La Presa" (nel comune di Bargagli). L'acquedotto attraversava a mezza costa tutto il versante destro della valle del Bisagno, inoltrandosi nelle valli dei suoi affluenti; oggi alcuni tratti sono scomparsi, cancellati dall'apertura di strade o a causa di cedimenti del terreno, ma il percorso nell'area di San Gottardo (ad eccezione di un tratto nella valle del rio Costa Fredda franato nell'autunno del 2014) è in generale ancora ben conservato e per la maggior parte percorribile, anche se non presenta le imponenti strutture esistenti in altre zone, come i due ponti-sifone di Molassana e Staglieno. Inizialmente, prima di essere prolungato a monte fino a Bargagli, l'acquedotto (localmente chiamato o condûtu) aveva origine proprio dalla presa di Trensasco. Questo primo tratto fu realizzato intorno al XIV secolo, mentre il prolungamento a monte risale al Seicento.
Tra le frazioni di Pino Sottano e Preli, l'acquedotto si inoltra prima nella valle del rio Trensasco e poi del rio Cicala, che supera su piccoli ponti-canale, ancora discretamente conservati, mentre lungo il tracciato è invece crollato quello sul fossato di Costa Fredda, affluente del Trensasco. Il primo tratto, da Pino Sottano a Molini di Trensasco, si svolge a mezza costa, contornando il monte Pinasco in ambiente prevalentemente boschivo, in cui predominano le roverelle. Il percorso supera il torrente Trensasco su un ponte-canale alto 14 metri, formato da un'unica arcata di sette metri. Il ponte fu costruito intorno al 1700 per raccordare il percorso medioevale con il nuovo prolungamento seicentesco. Superato il ponte il tracciato è brevemente interrotto dalla strada provinciale; riprendendo il percorso sul versante destro della valle si passa tra orti, oliveti e muri a secco, contornando le pendici del monte Croce Pinasco e risalendo poi la valle del rio Cicala. A poca distanza dal ponte sul rio Cicala un'opera di presa, costruita probabilmente intorno alla metà del XIV secolo, convogliava nel canale principale l'acqua di questo stesso rivo.
Il percorso è agevole ma occorre prestare attenzione in alcuni passaggi, per la rottura di alcune delle lastre di copertura in pietra di Luserna e la mancanza di parapetti su alcuni ponti-canale.

## Galleria d'immagini

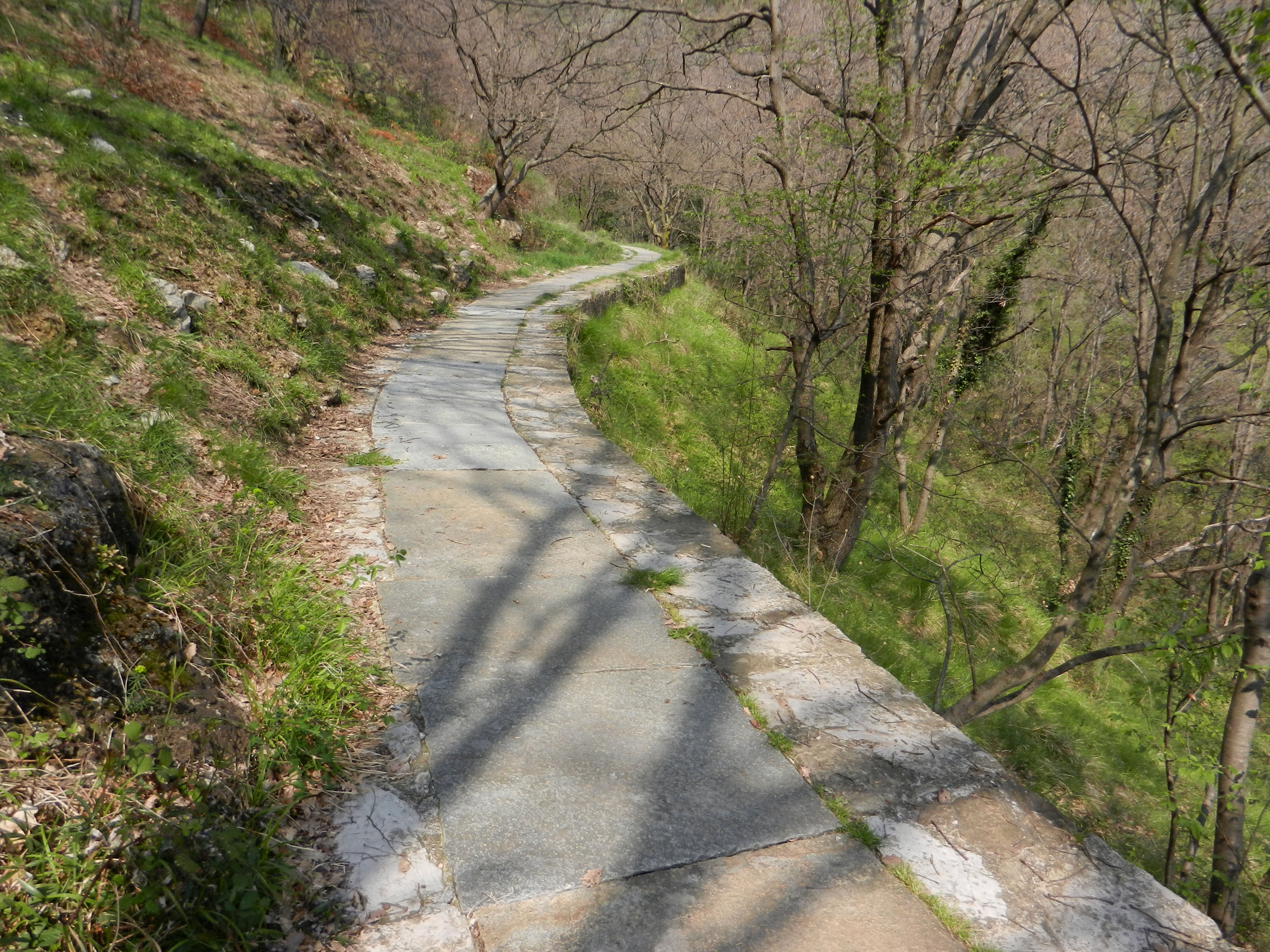
Uno scorcio dell'acquedotto nella valle del rio Trensasco
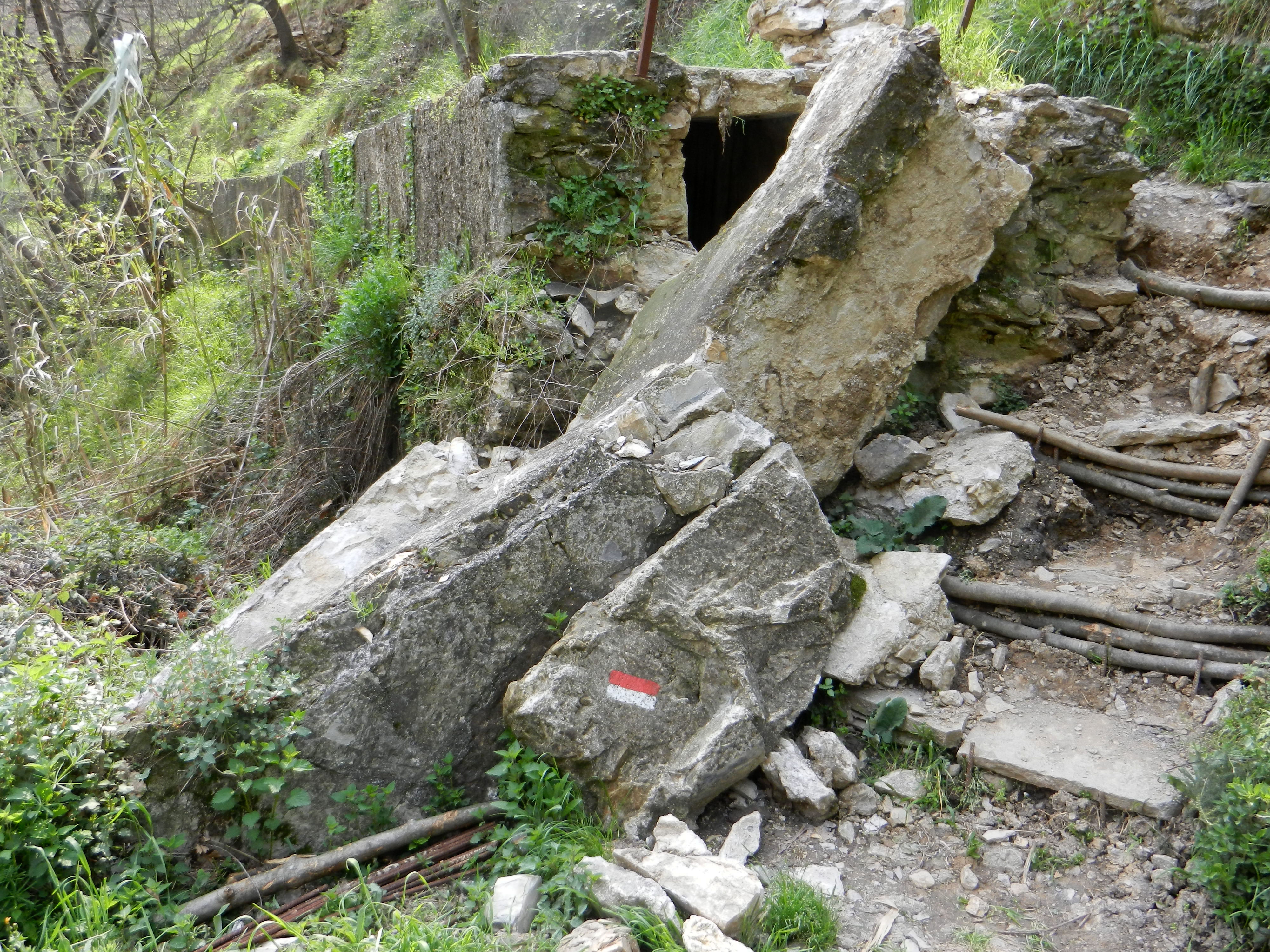
Resti del ponte-canale crollato sul fossato di Costa Fredda
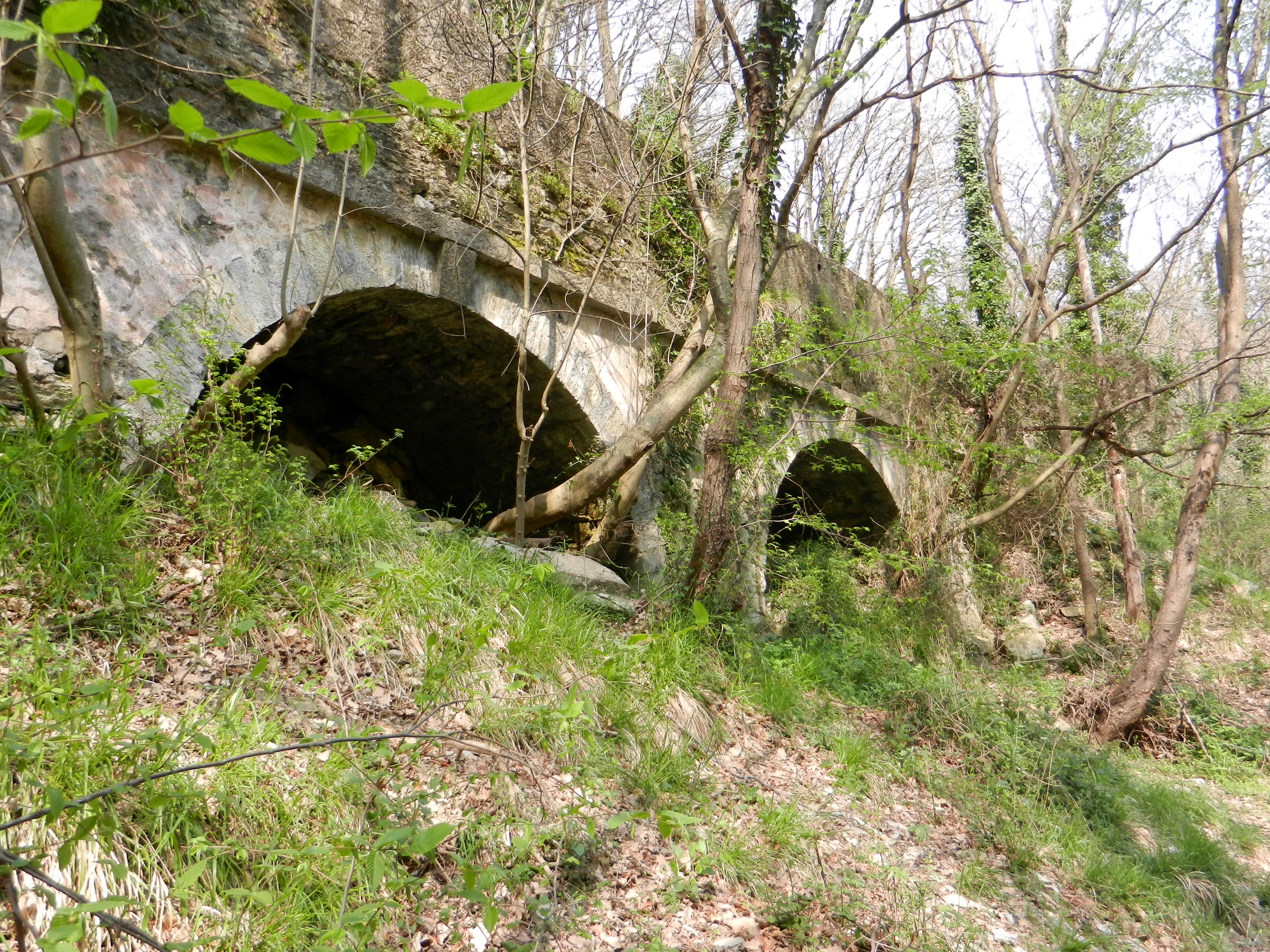
Arcate di sostegno dell'acquedotto nei pressi del ponte di Trensasco
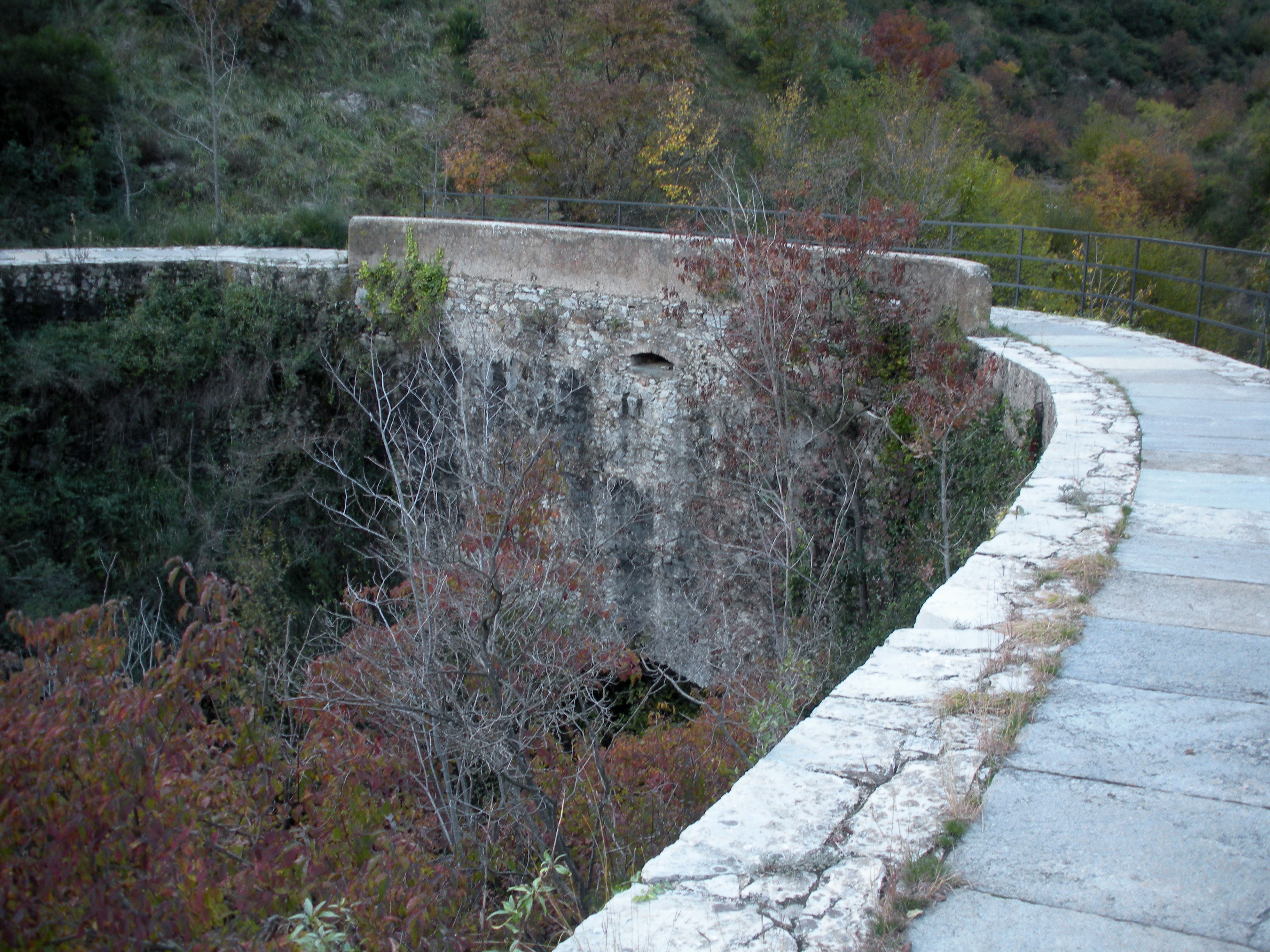
Il ponte-canale sul rio Cicala

## Infrastrutture e trasporti

### Strade
Il quartiere è attraversato dalla strada statale 45 di Val Trebbia, che collega Genova a Piacenza e nel tratto urbano di San Gottardo fiancheggia il torrente Bisagno ed assume la denominazione di via Emilia. La parallela via Piacenza attraversa l'intero quartiere poche decine di metri più a monte; vi si innesta la strada provinciale 80 di Trensasco. Due ponti sul Bisagno (denominati Feritore e Ugo Gallo) collegano via Emilia con la strada in sponda sinistra e quindi con il quartiere di Montesignano. Il casello autostradale più vicino è quello di Genova-Est sull'autostrada A12, che si trova nel quartiere di Staglieno, a 4 km.

### Impianti sportivi
Presso Montesignano, a nemmeno 100 metri da San Gottardo, è situato il complesso olimpico e omologato FIFA della Sciorba, dotato di piscine e campo regolamentare su cui gioca la Sampdoria.

### Mobilità urbana
Il quartiere è servito dalle linee di autobus 13 e 14 dell'AMT, che collegano i quartieri della val Bisagno con il centro di Genova.

## Sport
Nel quartiere è presente la società calcistica A.S.D. Cà de Rissi-San Gottardo, fondata nel 2012, militante nel campionato di Prima Categoria.